# Petar Marjanović (Journalist)

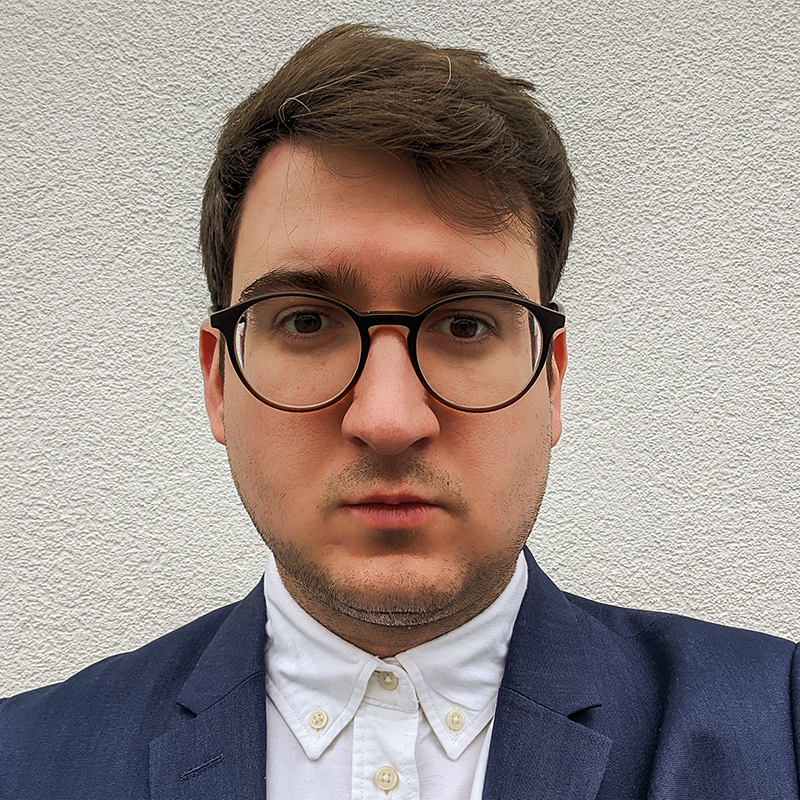
Petar Marjanović (2020)

Petar Marjanović (* 20. Mai 1992 in Walenstadt) ist ein Schweizer Journalist. Seit April 2025 ist er Reporter mit Schwerpunkt Politik, Wirtschaft und Digitales bei blue News (Bluewin). 2023 bis 2025 war er Teil des Rechercheteams des K-Tipp. Davor war er Politikreporter und Bundeshaus-Journalist bei Watson.ch.

## Biografie
Im Jahre 2012 erreichte Marjanović nationale Bekanntheit, als er zusammen mit dem Politnetz.ch-Geschäftsführer Thomas Bigliel dem Ständerat mehrere Fehler im Abstimmungsablauf nachweisen konnte (siehe auch: Stöckligate-Kontroverse). Die Recherche führte dazu, dass die kleine Kammer des schweizerischen Parlaments «zum Gespött der Nation» wurde und später nach öffentlichem Druck eine elektronische Abstimmungsanlage eingeführt hatte. Die Neue Zürcher Zeitung bezeichnete Marjanovićs Recherche in einem Leitartikel als «Symbol für die ganze Legislatur 2011 bis 2015».
Marjanović veröffentlichte ab 2015 unter anderem in der Südostschweiz, in der Boulevardzeitung Blick sowie SonntagsBlick. Seit 2020 ist er für das Newsportal watson.ch tätig, wo seine Texte auch in der Aargauer Zeitung, dem St. Galler Tagblatt oder in der Schweiz am Wochenende publiziert werden. Im Jahr 2021 wurde er vom Branchenmagazin Schweizer Journalist als «Journalist des Jahres» in der Kategorie Newcomer ausgezeichnet.